# Schefflera nabirensis
Schefflera nabirensis är en araliaväxtart som beskrevs av Philipson. Schefflera nabirensis ingår i släktet Schefflera och familjen araliaväxter. Inga underarter finns listade.